# Villeveyrac
Villeveyrac [vilə.ve.rak] (en occitan Vilamanda [βilɔ.'manð̞ɔ]) est une commune française située dans le centre du département de l'Hérault, en région Occitanie. Elle appartient à la communauté d'agglomération Sète Agglopôle Méditerranée.
Exposée à un climat méditerranéen, elle est drainée par le ruisseau de la Calade, le ruisseau du Pallas, le ruisseau des Coquillades et par divers autres petits cours d'eau. La commune possède un patrimoine naturel remarquable : trois sites Natura 2000 (la « montagne de la Moure et Causse d'Aumelas », la « plaine de Villeveyrac-Montagnac » et les « garrigues de la Moure et d'Aumelas ») et trois zones naturelles d'intérêt écologique, faunistique et floristique.

## Géographie

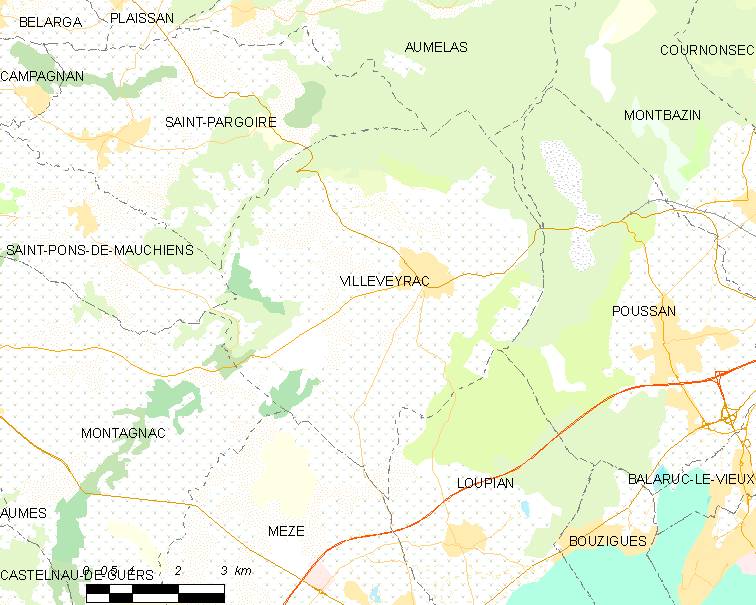
Carte

### Localisation
La commune est située à 30 km au sud-ouest de Montpellier et à 20 km au nord-ouest de Sète. Elle est limitrophe de huit communes.
| Saint-Pargoire                     | Aumelas       | Montbazin |
| Saint-Pons-de-Mauchiens, Montagnac | Villeveyrac   | Poussan   |
| Mèze                               | Mèze, Loupian | Loupian   |

Les premières mentions écrites du village se trouvent dans le testament de Guillaume II en 990. Il fut vicomte de Béziers de 969 à 993. Dans son testament il donne en cadeau à Garsindis l'une de ses deux filles, la "villa Vairago" ainsi que son église, sa tour et les terres qui l'entourent.
Ce premier village se situait à l'actuel emplacement du domaine de Veyrac au sud du village actuel.
Ce site a un passé historique relativement riche. Il est occupé au néolithique, puis par les romains et enfin au Moyen Âge. Quelques vestiges de tombes wisigothiques subsistent.

### Climat
Pour des articles plus généraux, voir Climat de l'Occitanie et Climat de l'Hérault.
En 2010, le climat de la commune est de type climat méditerranéen franc, selon une étude s'appuyant sur une série de données couvrant la période 1971-2000. En 2020, Météo-France publie une typologie des climats de la France métropolitaine dans laquelle la commune est exposée à un climat méditerranéen et est dans la région climatique Provence, Languedoc-Roussillon, caractérisée par une pluviométrie faible en été, un très bon ensoleillement (2 600 h/an), un été chaud (21,5 °C), un air très sec en été, sec en toutes saisons, des vents forts (fréquence de 40 à 50 % de vents > 5 m/s) et peu de brouillards.
Pour la période 1971-2000, la température annuelle moyenne est de 14,7 °C, avec une amplitude thermique annuelle de 15,8 °C. Le cumul annuel moyen de précipitations est de 743 mm, avec 5,9 jours de précipitations en janvier et 2,4 jours en juillet. Pour la période 1991-2020, la température moyenne annuelle observée sur la station météorologique la plus proche, située sur la commune de Sète à 13 km à vol d'oiseau, est de 15,9 °C et le cumul annuel moyen de précipitations est de 543,4 mm,. Pour l'avenir, les paramètres climatiques de la commune estimés pour 2050 selon différents scénarios d'émission de gaz à effet de serre sont consultables sur un site dédié publié par Météo-France en novembre 2022.

### Milieux naturels et biodiversité

#### Réseau Natura 2000

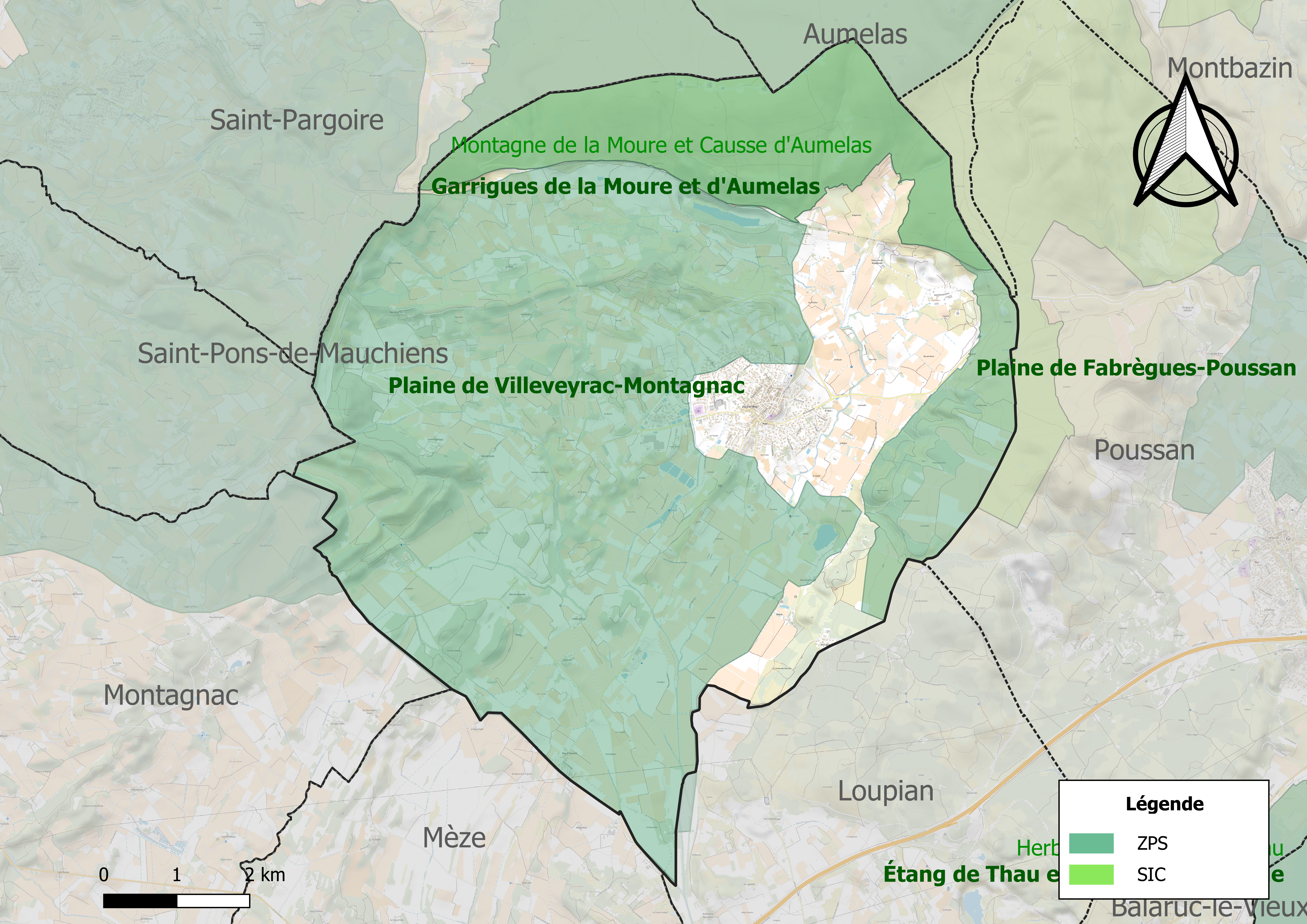
Site Natura 2000 sur le territoire communal.

Le réseau Natura 2000 est un réseau écologique européen de sites naturels d'intérêt écologique élaboré à partir des directives habitats et oiseaux, constitué de zones spéciales de conservation (ZSC) et de zones de protection spéciale (ZPS).
Un site Natura 2000 a été défini sur la commune au titre de la directive habitats :
- la « montagne de la Moure et Causse d'Aumelas », d'une superficie de 10 694 ha, présentant sur 20 % de son territoire un couvert de pelouses méditerranéennes à brachypode rameux (Brachypodium ramosum) bien entretenues grâce à une pratique pastorale encore très fréquente. Des landes, broussailles, recrus, maquis et garrigues et phrygana couvrent 45 %, et des forêts sempervirentes non-résineuses (chênaie verte et blanche avec de grands houx arborescents) pour 25 %. Sept espèces de chauve-souris, dont 3 d'intérêt communautaire, présentes sur le site[12]

et deux au titre de la directive oiseaux : 
- la « plaine de Villeveyrac-Montagnac », d'une superficie de 5 265 ha, constituée d'une mosaïque de milieux particulièrement favorable à de nombreuses espèces d'oiseaux à forte valeur patrimoniale. Pour certains de ces oiseaux, le Languedoc-Roussillon a une forte responsabilité, accueillant une part importante de leur effectif national : Pie-grièche à poitrine rose, Faucon crécerellette, notamment[13] ;
- les « garrigues de la Moure et d'Aumelas », d'une superficie de 9 015 ha, abritant un couple nicheur d'Aigles de Bonelli. Ce site est aussi important pour l'aigle royal, comme zone d'alimentation des individus erratiques et d'un couple nicheur à proximité[14].

#### Zones naturelles d'intérêt écologique, faunistique et floristique
L’inventaire des zones naturelles d'intérêt écologique, faunistique et floristique (ZNIEFF) a pour objectif de réaliser une couverture des zones les plus intéressantes sur le plan écologique, essentiellement dans la perspective d’améliorer la connaissance du patrimoine naturel national et de fournir aux différents décideurs un outil d’aide à la prise en compte de l’environnement dans l’aménagement du territoire.
Une ZNIEFF de type 1 est recensée sur la commune :
les « coteaux viticoles de Saint-Pons-de-Mauchiens et Saint-Pargoire » (3 006 ha), couvrant 4 communes du département et deux ZNIEFF de type 2, : 
- le « causse d'Aumelas et montagne de la Moure » (16 237 ha), couvrant 16 communes du département[17] ;
- la « plaine de Villeveyrac-Montagnac » (5 793 ha), couvrant 5 communes du département[18].

Carte des ZNIEFF de type 1 et 2 à Villeveyrac.
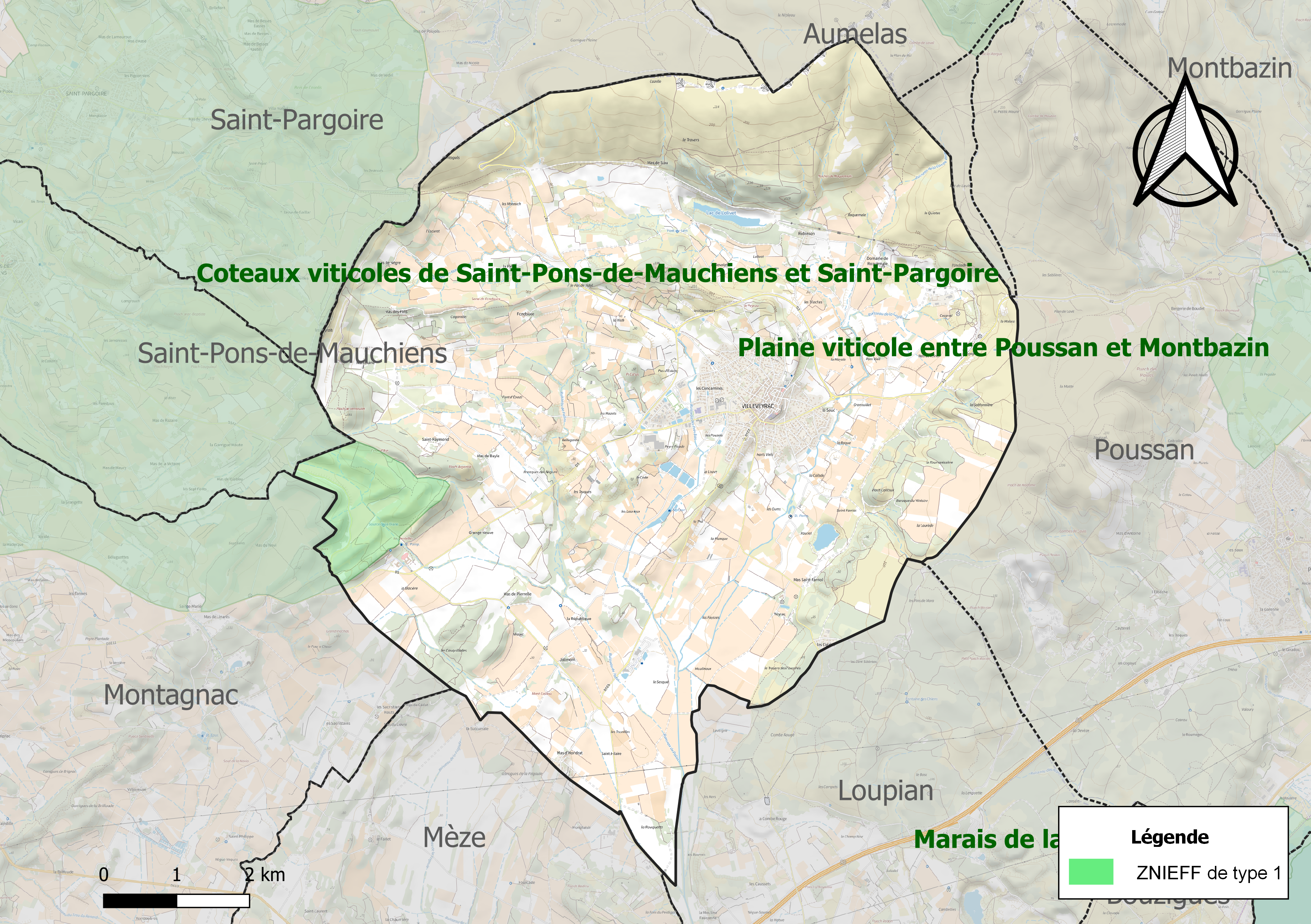
Carte de la ZNIEFF de type 1 sur la commune.
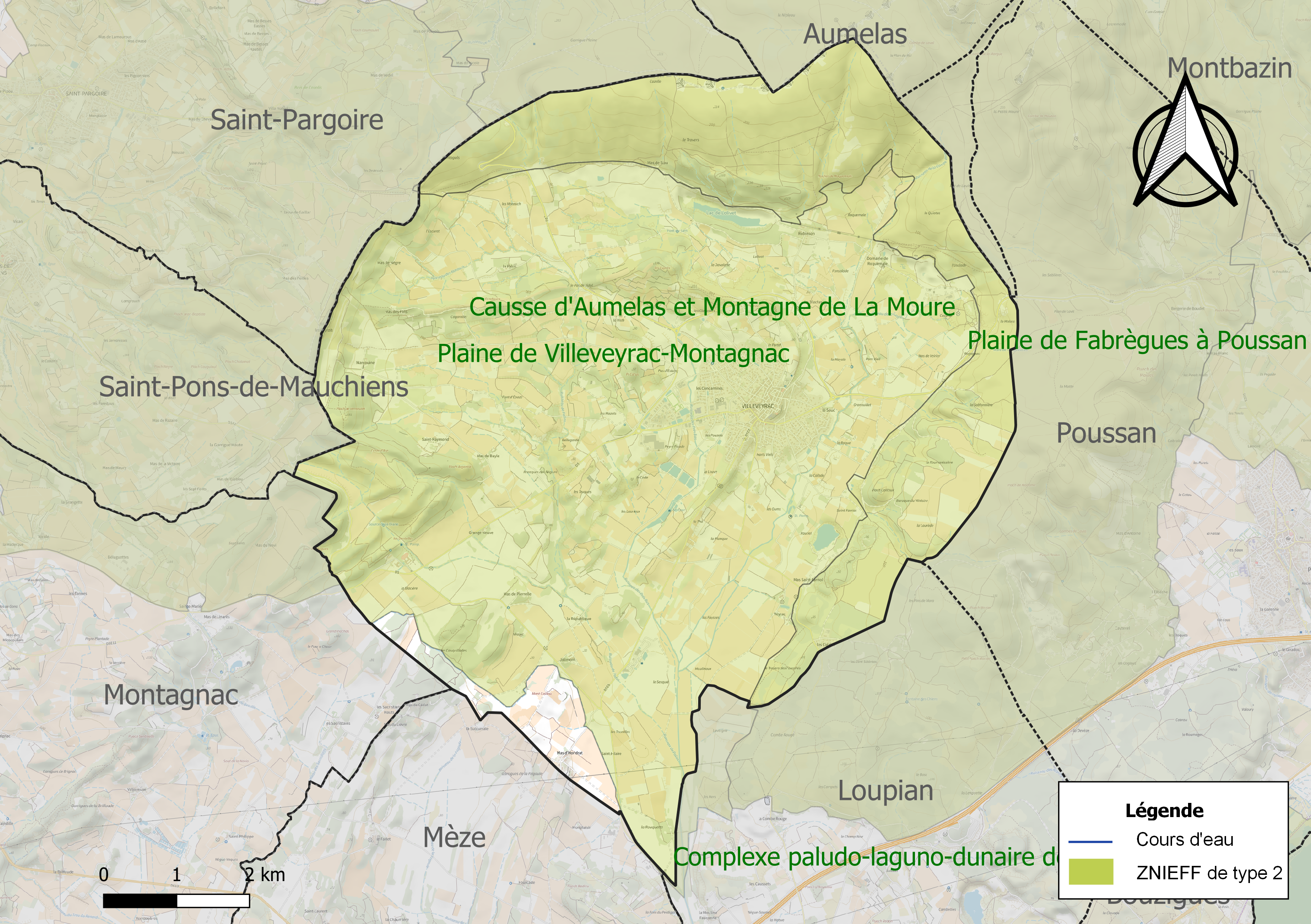
Carte des ZNIEFF de type 2 sur la commune.

## Urbanisme

### Typologie
Au 1er janvier 2024, Villeveyrac est catégorisée bourg rural, selon la nouvelle grille communale de densité à sept niveaux définie par l'Insee en 2022.
Elle appartient à l'unité urbaine de Villeveyrac, une unité urbaine monocommunale constituant une ville isolée,. Par ailleurs la commune fait partie de l'aire d'attraction de Montpellier, dont elle est une commune de la couronne,. Cette aire, qui regroupe 161 communes, est catégorisée dans les aires de 700 000 habitants ou plus (hors Paris),.

### Occupation des sols
L'occupation des sols de la commune, telle qu'elle ressort de la base de données européenne d’occupation biophysique des sols Corine Land Cover (CLC), est marquée par l'importance des territoires agricoles (62,9 % en 2018), en diminution par rapport à 1990 (67,7 %). La répartition détaillée en 2018 est la suivante : 
cultures permanentes (52,3 %), milieux à végétation arbustive et/ou herbacée (22,2 %), zones agricoles hétérogènes (9,7 %), forêts (6,5 %), zones urbanisées (3,2 %), mines, décharges et chantiers (2,4 %), espaces ouverts, sans ou avec peu de végétation (1,8 %), zones industrielles ou commerciales et réseaux de communication (1 %), prairies (1 %). L'évolution de l’occupation des sols de la commune et de ses infrastructures peut être observée sur les différentes représentations cartographiques du territoire : la carte de Cassini (XVIIIe siècle), la carte d'état-major (1820-1866) et les cartes ou photos aériennes de l'IGN pour la période actuelle (1950 à aujourd'hui).

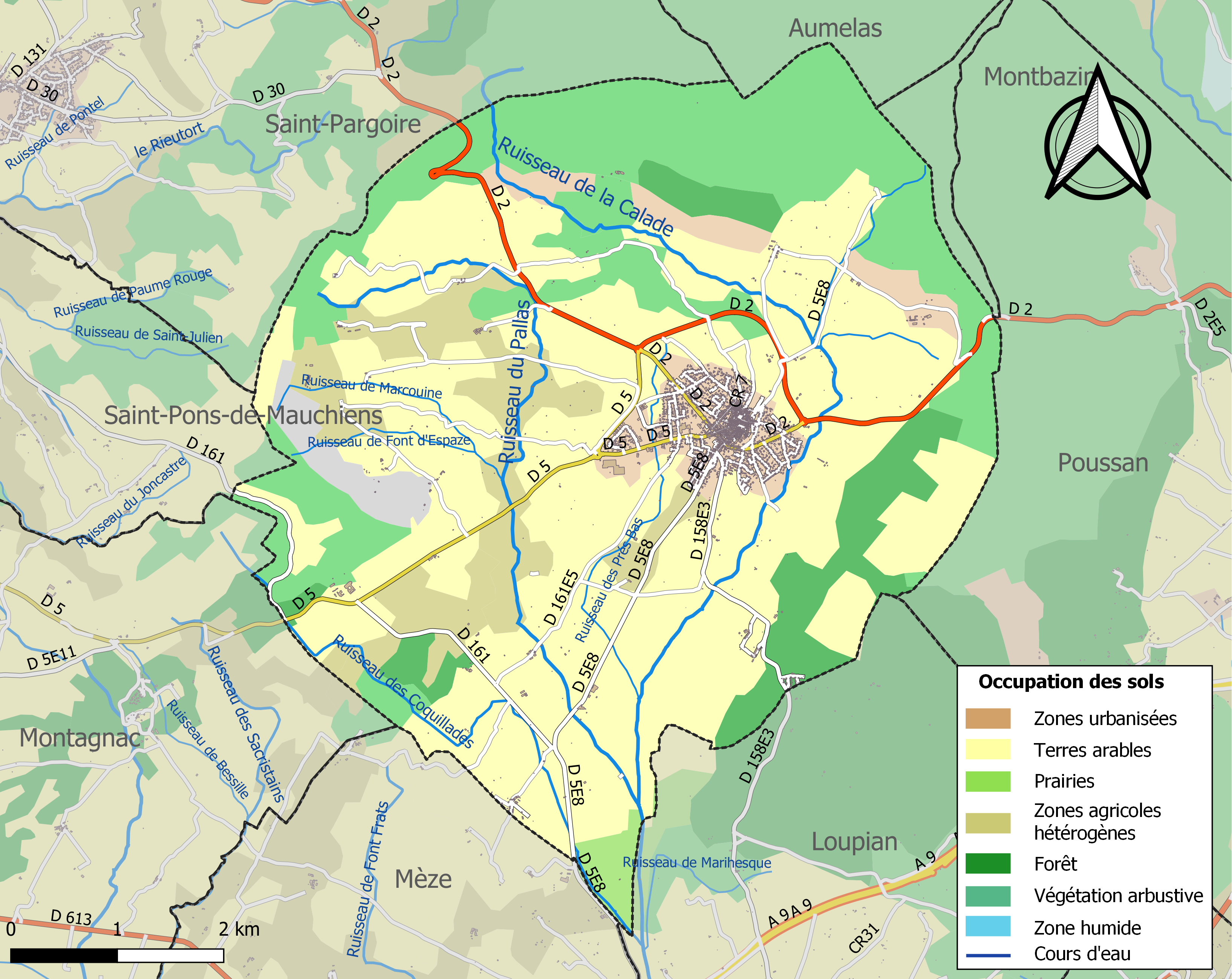
Carte des infrastructures et de l'occupation des sols de la commune en 2018 (CLC).

### Risques majeurs
Le territoire de la commune de Villeveyrac est vulnérable à différents aléas naturels : météorologiques (tempête, orage, neige, grand froid, canicule ou sécheresse), feux de forêts, mouvements de terrains et séisme (sismicité faible). Il est également exposé à un risque technologique, le transport de matières dangereuses, et à deux risques particuliers : le risque minier et le risque de radon. Un site publié par le BRGM permet d'évaluer simplement et rapidement les risques d'un bien localisé soit par son adresse soit par le numéro de sa parcelle.

#### Risques naturels
Villeveyrac est exposée au risque de feu de forêt. Un plan départemental de protection des forêts contre les incendies (PDPFCI) a été approuvé en juin 2013 et court jusqu'en 2022, où il doit être renouvelé. Les mesures individuelles de prévention contre les incendies sont précisées par deux arrêtés préfectoraux et s’appliquent dans les zones exposées aux incendies de forêt et à moins de 200 mètres de celles-ci. L’arrêté du 25 avril 2002 réglemente l'emploi du feu en interdisant notamment d’apporter du feu, de fumer et de jeter des mégots de cigarette dans les espaces sensibles et sur les voies qui les traversent sous peine de sanctions. L'arrêté du 11 mars 2013 rend le débroussaillement obligatoire, incombant au propriétaire ou ayant droit,.

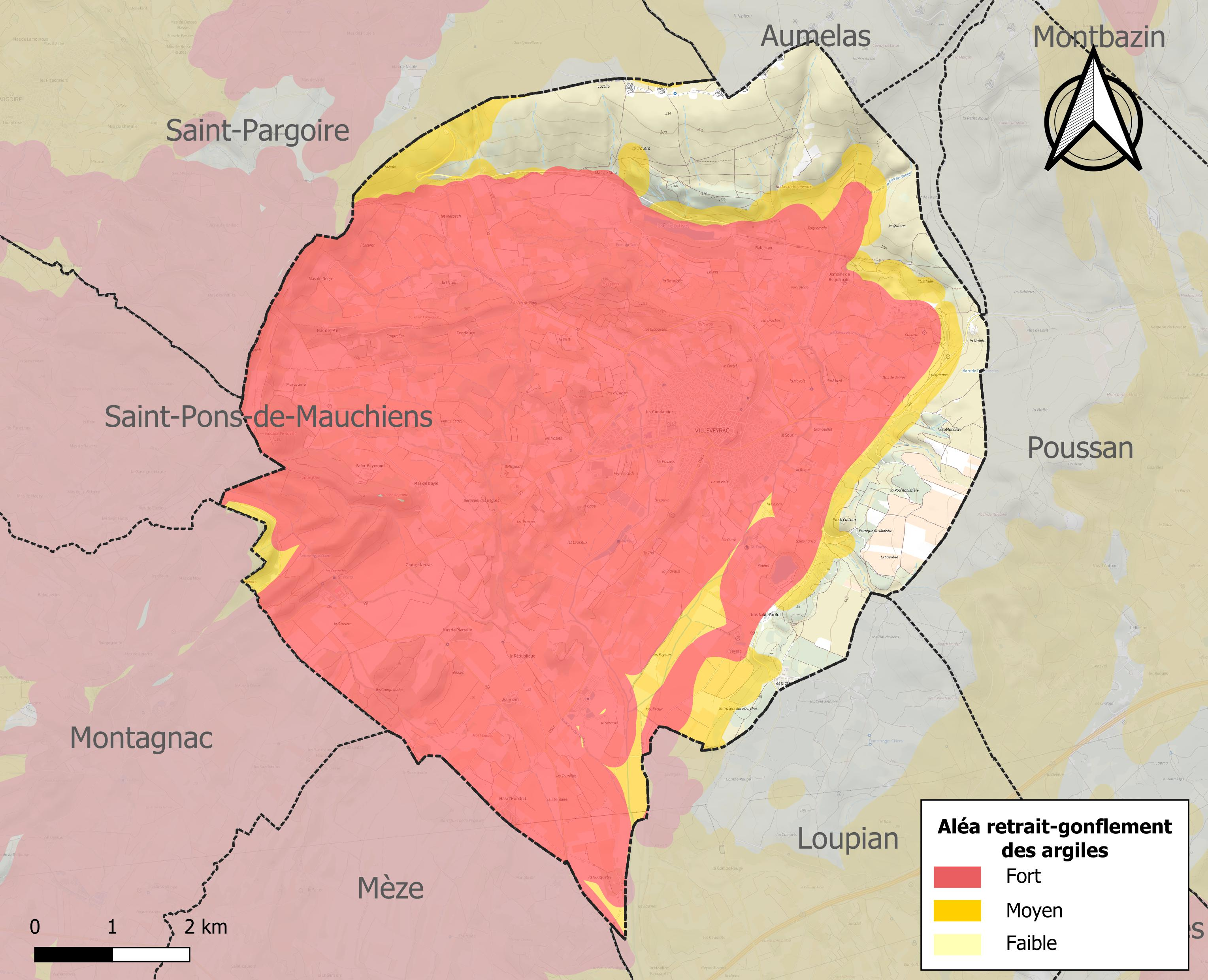
Carte des zones d'aléa retrait-gonflement des sols argileux de Villeveyrac.

La commune est vulnérable au risque de mouvements de terrains constitué principalement du retrait-gonflement des sols argileux. Cet aléa est susceptible d'engendrer des dommages importants aux bâtiments en cas d’alternance de périodes de sécheresse et de pluie. 82,5 % de la superficie communale est en aléa moyen ou fort (59,3 % au niveau départemental et 48,5 % au niveau national). Sur les 1 482 bâtiments dénombrés sur la commune en 2019, 1 467 sont en aléa moyen ou fort, soit 99 %, à comparer aux 85 % au niveau départemental et 54 % au niveau national. Une cartographie de l'exposition du territoire national au retrait gonflement des sols argileux est disponible sur le site du BRGM,.
Par ailleurs, afin de mieux appréhender le risque d’affaissement de terrain, l'inventaire national des cavités souterraines permet de localiser celles situées sur la commune.
La commune a été reconnue en état de catastrophe naturelle au titre des dommages causés par les inondations et coulées de boue survenues en 1982, 1984, 1986, 1990, 1999, 2002, 2005, 2016 et 2019.

#### Risques technologiques
Le risque de transport de matières dangereuses sur la commune est lié à sa traversée par des infrastructures routières ou ferroviaires importantes ou la présence d'une canalisation de transport d'hydrocarbures. Un accident se produisant sur de telles infrastructures est susceptible d’avoir des effets graves sur les biens, les personnes ou l'environnement, selon la nature du matériau transporté. Des dispositions d’urbanisme peuvent être préconisées en conséquence.

#### Risque particulier
L’étude Scanning de Géodéris réalisée en 2008 a établi pour le département de l’Hérault une identification rapide des zones de risques miniers liés à l’instabilité des terrains. Elle a été complétée en 2015 par une étude approfondie sur les anciennes exploitations minières du bassin houiller de Graissessac et du district polymétallique de Villecelle. La commune est ainsi concernée par le risque minier, principalement lié à l’évolution des cavités souterraines laissées à l’abandon et sans entretien après l’exploitation des mines.
Dans plusieurs parties du territoire national, le radon, accumulé dans certains logements ou autres locaux, peut constituer une source significative d’exposition de la population aux rayonnements ionisants. Certaines communes du département sont concernées par le risque radon à un niveau plus ou moins élevé. Selon la classification de 2018, la commune de Villeveyrac est classée en zone 2, à savoir zone à potentiel radon faible mais sur lesquelles des facteurs géologiques particuliers peuvent faciliter le transfert du radon vers les bâtiments.

## Histoire

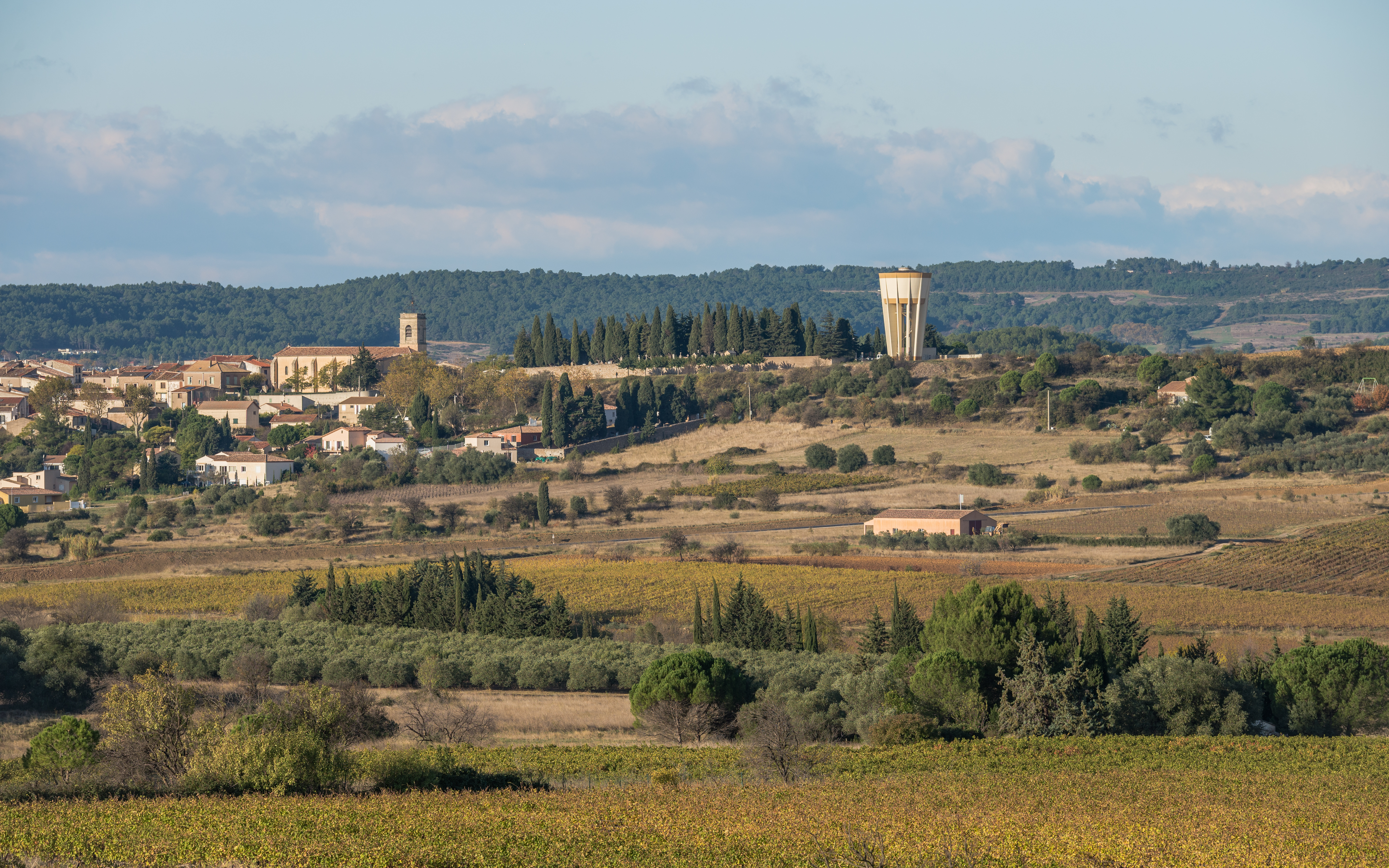
L'église et le château d'eau.

Lors de la Révolution française, les citoyens de la commune se réunissent au sein de la société révolutionnaire, baptisée « société des amis de la constitution et de l’égalité » et créée en 1791. Après la chute de la monarchie, elle change de nom pour « société populaire des sans-culottes ».
Le seul ouvrage d'ensemble traitant de l'histoire de Villeveyrac est celui de Jean Sagnes intitulé "Villeveyrac années 1940. Une enfance en terre occitane. Suivi de notes sur l'histoire de Villeveyrac", monediteur.com, 2018. Cet ouvrage contient des notices biographiques sur Simon Fizes de Sauve, Paul Cazalis de Fondouce, Simon Flaissières, Paul Finel et Robert Debiève.

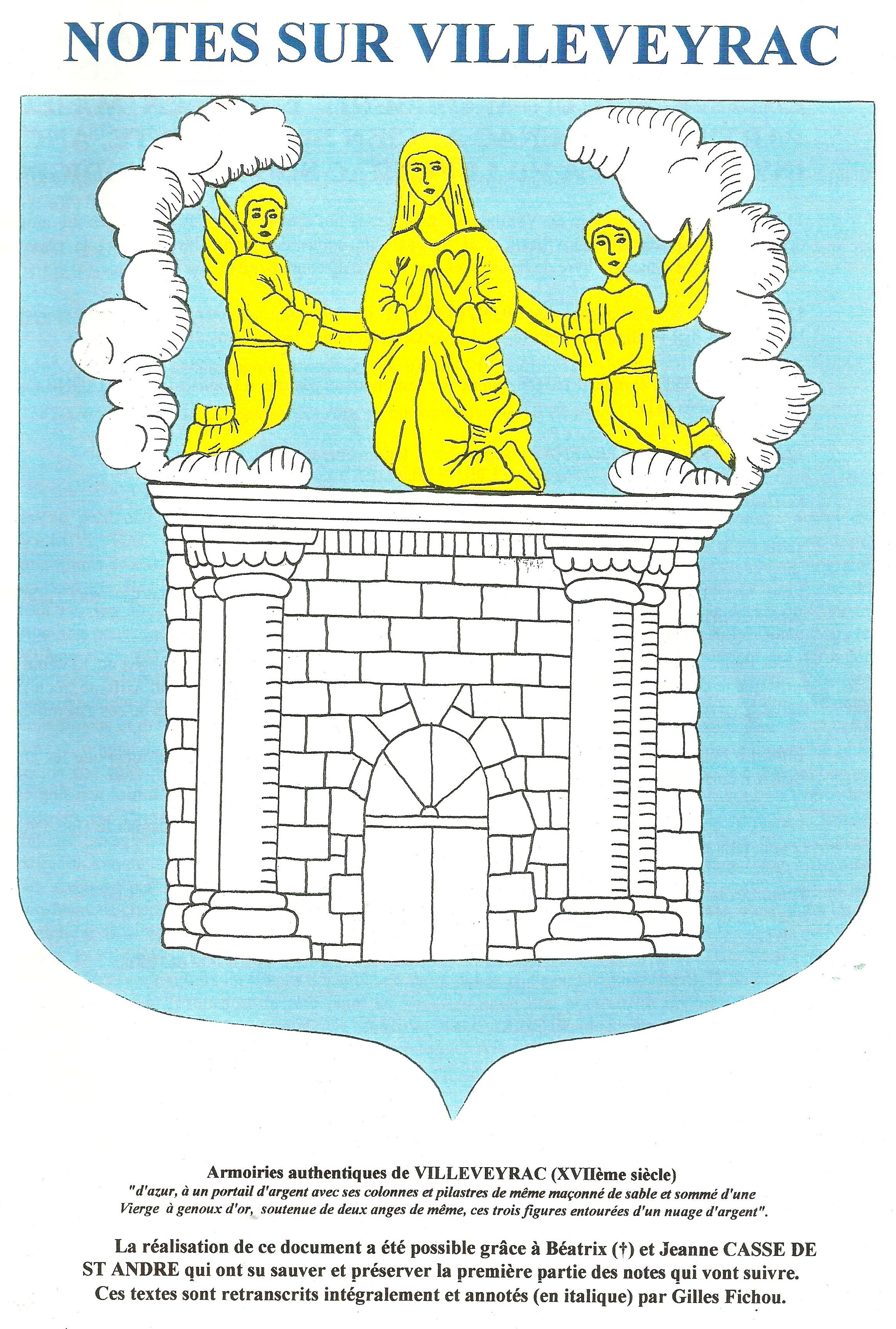
Armoiries dans "Notes sur Villeveyrac".

ARMOIRIES DE LA COMMUNE : "d'azur, à un portail d'argent avec ses colonnes et pilastres de même maçonné de sable et sommé d'une Vierge à genoux d'or, soutenue de deux anges de même, ces trois figures entourées d'un nuage d'argent".
"Elles ont été enregistrées le 27 août 1700, suite à l'Edit du 20 novembre 1696 où Louis XIV créait une nouvelle source de revenus en exigeant l'enregistrement dans un armorial général (ou dépôt public) des armes et blasons de toutes les personnes, provinces, villes, terres, seigneuries, compagnies, corps et communautés du royaume. Il en chargea son conseiller Charles d'Hozier, généalogiste et héraldiste réputé. Son contrôleur de finances, toujours en quête d'expédients pour subventionner les guerres de son souverain, avait pensé à ce nouvel impôt déguisé qui allait permettre de renflouer en partie les caisses du Royaume."(Gilles Fichou, Notes sur Villeveyrac, éd. Imaghérault, 2000).

## Économie

### Revenus
En 2018, la commune compte 1 458 ménages fiscaux, regroupant 3 816 personnes. La médiane du revenu disponible par unité de consommation est de 21 180 € (20 330 € dans le département). 43 % des ménages fiscaux sont imposés (45,8 % dans le département).

### Emploi
|                | 2008   | 2013   | 2018  |
| -------------- | ------ | ------ | ----- |
| Commune        | 7,6 %  | 9 %    | 9,1 % |
| Département    | 10,1 % | 11,9 % | 12 %  |
| France entière | 8,3 %  | 10 %   | 10 %  |

En 2018, la population âgée de 15 à 64 ans s'élève à 2 314 personnes, parmi lesquelles on compte 79 % d'actifs (69,9 % ayant un emploi et 9,1 % de chômeurs) et 21 % d'inactifs,. Depuis 2008, le taux de chômage communal (au sens du recensement) des 15-64 ans est inférieur à celui de la France et du département.
La commune fait partie de la couronne de l'aire d'attraction de Montpellier, du fait qu'au moins 15 % des actifs travaillent dans le pôle,. Elle compte 835 emplois en 2018, contre 746 en 2013 et 600 en 2008. Le nombre d'actifs ayant un emploi résidant dans la commune est de 1 629, soit un indicateur de concentration d'emploi de 51,2 % et un taux d'activité parmi les 15 ans ou plus de 61,7 %.
Sur ces 1 629 actifs de 15 ans ou plus ayant un emploi, 441 travaillent dans la commune, soit 27 % des habitants. Pour se rendre au travail, 89,8 % des habitants utilisent un véhicule personnel ou de fonction à quatre roues, 1,1 % les transports en commun, 5,3 % s'y rendent en deux-roues, à vélo ou à pied et 3,8 % n'ont pas besoin de transport (travail au domicile).

### Activités hors agriculture

#### Secteurs d'activités
350 établissements sont implantés  à Villeveyrac au 31 décembre 2019. Le tableau ci-dessous en détaille le nombre par secteur d'activité et compare les ratios avec ceux du département,.
| Secteur d'activité                                                                                        | Commune | Commune | Département |
| Secteur d'activité                                                                                        | Nombre  | %       | %           |
| --- | ------- | ------- | ----------- |
| Ensemble                                                                                                  | 350     | 100 %   | (100 %)     |
| Industrie manufacturière, industries extractives et autres                                                | 34      | 9,7 %   | (6,7 %)     |
| Construction                                                                                              | 67      | 19,1 %  | (14,1 %)    |
| Commerce de gros et de détail, transports, hébergement et restauration                                    | 98      | 28 %    | (28 %)      |
| Information et communication                                                                              | 6       | 1,7 %   | (3,3 %)     |
| Activités financières et d'assurance                                                                      | 9       | 2,6 %   | (3,2 %)     |
| Activités immobilières                                                                                    | 19      | 5,4 %   | (5,3 %)     |
| Activités spécialisées, scientifiques et techniques et activités de services administratifs et de soutien | 41      | 11,7 %  | (17,1 %)    |
| Administration publique, enseignement, santé humaine et action sociale                                    | 52      | 14,9 %  | (14,2 %)    |
| Autres activités de services                                                                              | 24      | 6,9 %   | (8,1 %)     |

Le secteur du commerce de gros et de détail, des transports, de l'hébergement et de la restauration est prépondérant sur la commune puisqu'il représente 28 % du nombre total d'établissements de la commune (98 sur les 350 entreprises implantées  à Villeveyrac), contre 28 % au niveau départemental.

#### Entreprises et commerces
Les cinq entreprises ayant leur siège social sur le territoire communal qui génèrent le plus de chiffre d'affaires en 2020 sont : 
- S O - TEC, construction de réseaux électriques et de télécommunications (13 781 k€)
- Mizadock, supermarchés (3 728 k€)
- Ehpad Les Romarins, hébergement social pour personnes âgées (3 009 k€)
- Esquiss Marquage Routier, construction d'autres ouvrages de génie civil n.c.a. (2 562 k€)
- Societe D'industrialisation Et De Commercialisation De L'apei De Frontignan La Peyrade ( Sodicapei ), extraction d'autres minerais de métaux non ferreux (2 229 k€)

### Agriculture
La commune est dans les Garrigues, une petite région agricole occupant une partie du centre et du nord-est du département de l'Hérault. En 2020, l'orientation technico-économique de l'agriculture  sur la commune est la viticulture.
|               | 1988  | 2000  | 2010  | 2020  |
| ------------- | ----- | ----- | ----- | ----- |
| Exploitations | 295   | 167   | 112   | 84    |
| SAU (ha)      | 2 851 | 1 558 | 1 312 | 1 264 |

Le nombre d'exploitations agricoles en activité et ayant leur siège dans la commune est passé de 295 lors du recensement agricole de 1988  à 167 en 2000 puis à 112 en 2010 et enfin à 84 en 2020, soit une baisse de 72 % en 32 ans. Le même mouvement est observé à l'échelle du département qui a perdu pendant cette période 67 % de ses exploitations,. La surface agricole utilisée sur la commune a également diminué, passant de 2851 ha en 1988 à 1264 ha en 2020. Parallèlement la surface agricole utilisée moyenne par exploitation a augmenté, passant de 10 à 15 ha.

## Politique et administration

### Tendances politiques et résultats
| Scrutin             | Scrutin             | 1er tour | 1er tour | 1er tour | 1er tour | 1er tour  | 1er tour | 1er tour | 1er tour    | 1er tour | 1er tour | 1er tour   | 1er tour | 2d tour | 2d tour | 2d tour | 2d tour | 2d tour | 2d tour |
| Scrutin             | Scrutin             | 1er      | 1er      | %        | 2e       | 2e        | %        | 3e       | 3e          | %        | 4e       | 4e         | %        | 1er     | 1er     | %       | 2e      | 2e      | %       |
| ------------------- | ------------------- | -------- | -------- | -------- | -------- | --------- | -------- | -------- | ----------- | -------- | -------- | ---------- | -------- | ------- | ------- | ------- | ------- | ------- | ------- |
| Présidentielle 2017 | Présidentielle 2017 |          | FN       | 35,01    |          | LFI       | 20,67    |          | EM          | 16,90    |          | LR         | 15,78    |         | FN      | 55,84   |         | EM      | 44,16   |
| Présidentielle 2022 | Présidentielle 2022 |          | RN       | 34,62    |          | LREM      | 19,34    |          | LFI         | 17,76    |          | REC        | 10,10    |         | RN      | 59,85   |         | LREM    | 40,15   |
| Législatives 2022   | 4e                  |          | DVC      | 32,75    |          | RN        | 24,85    |          | LFI (NUPES) | 17,28    |          | LREM (ENS) | 10,36    |         | RN      | 62,33   |         | LFI     | 37,67   |
| Législatives 2024   | 4e                  |          | RN       | 56,38    |          | LFI (NFP) | 20,96    |          | HOR (ENS)   | 19,20    |          | REC        | 2,30     |         | RN      | 65,55   |         | LFI     | 34,45   |

### Liste des maires
| Période        | Période          | Identité                        | Étiquette                | Qualité                                                  |
| -------------- | ---------------- | ------------------------------- | ------------------------ | -------------------------------------------------------- |
| juin 1800      | mai 1803         | Honoré Melet                    |                          |                                                          |
| juin 1803      | avril 1812       | François Benoît Pairolles-Lunès |                          |                                                          |
| juillet 1812   | juin 1815        | Paul Cazalis                    |                          |                                                          |
| septembre 1815 | septembre 1817   | Hondrat                         |                          |                                                          |
| février 1818   | septembre 1830   | M. Cambon                       |                          |                                                          |
| septembre 1830 | octobre 1830     | De Ch...                        |                          |                                                          |
| septembre 1831 | août 1833        | Cauvy                           |                          |                                                          |
| août 1833      | août 1839        | Pastourel                       |                          |                                                          |
| août 1839      | août 1843        | David Prunac                    |                          |                                                          |
| septembre 1843 | janvier 1848     | Théodore Rouquairol             |                          |                                                          |
| février 1848   | mars 1848        | David Jeantet                   |                          |                                                          |
| mars 1848      | août 1852        | Jean-Pierre Prunac              |                          |                                                          |
| août 1852      | août 1860        | Elisée Jeanjean                 |                          |                                                          |
| août 1860      | septembre 1869   | Jean-Pierre Prunac              |                          | Adjoint au Maire                                         |
| septembre 1869 | septembre 1870   | Justin Besson                   |                          | Adjoint au Maire                                         |
| septembre 1870 | avril 1871       | Zéphirin Deduc                  |                          |                                                          |
| avril 1871     | mai 1871         | David Viala                     |                          |                                                          |
| mai 1871       | janvier 1878     | Justin Besson                   |                          |                                                          |
| janvier 1878   | novembre 1882    | Pierre Arriac                   |                          |                                                          |
| décembre 1882  | novembre 1884    | David Vialet                    |                          |                                                          |
| novembre 1884  | juillet 1885     | Eugène Thomas                   |                          |                                                          |
| août 1885      | mars 1886        | Louis Canat                     |                          | Faisant Fonction de Maire                                |
| avril 1886     | mai 1888         | Maurice Nicole                  |                          |                                                          |
| mai 1888       | avril 1889       | Pierre Arriac                   |                          |                                                          |
| avril 1889     | juillet 1891     | Aristide Serre                  |                          |                                                          |
| juillet 1891   | mai 1900         | Godefroy Babau                  |                          | Faisant Fonction de Maire                                |
| mai 1900       | 15 décembre 1901 | Sébastien Argelies              |                          |                                                          |
| janvier 1902   | avril 1912       | Victor Calmels                  | Parti radical-socialiste | Viticulteur                                              |
| mai 1912       | mars 1920        | Etienne Babau                   |                          |                                                          |
| avril 1920     | avril 1925       | Isidore Bosc                    |                          |                                                          |
| mai 1925       | avril 1935       | Louis Martin-Dupuy              |                          |                                                          |
| mai 1935       | août 1944        | Edmond Finel                    | royaliste                | Viticulteur                                              |
| septembre 1944 | avril 1945       | Alphonse Brissac                |                          | Régisseur de domaine                                     |
| mai 1945       | avril 1946       | Paul Gabaudan                   | Parti socialiste SFIO    | Mineur                                                   |
| mai 1946       | septembre 1946   | Joseph Bonnet                   |                          | Faisant fonction de Maire                                |
| octobre 1946   | mai 1972         | Marcel Peysson                  | MRP                      | chef d'entreprise                                        |
| juin 1972      | mars 1989        | Jean Vié                        |                          |                                                          |
| avril 1989     | mars 2001        | Guy Bosc                        |                          | Professeur                                               |
| mars 2001      | mars 2014        | Alain Jeantet                   | DVG                      | Professeur des écoles                                    |
| mars 2014      | En cours         | Christophe Morgo                | DVG                      | Agent hospitalier, Conseiller général puis départemental |

## Population et société

### Démographie

#### Évolution démographique
L'évolution du nombre d'habitants est connue à travers les recensements de la population effectués dans la commune depuis 1793. Pour les communes de moins de 10 000 habitants, une enquête de recensement portant sur toute la population est réalisée tous les cinq ans, les populations de référence des années intermédiaires étant quant à elles estimées par interpolation ou extrapolation. Pour la commune, le premier recensement exhaustif entrant dans le cadre du nouveau dispositif a été réalisé en 2007.
En 2022, la commune comptait 3 953 habitants, en évolution de +4,41 % par rapport à 2016 (Hérault : +7,49 %, France hors Mayotte : +2,11 %).
| 1793  | 1800  | 1806  | 1821  | 1831  | 1836  | 1841  | 1846  | 1851  |
| ----- | ----- | ----- | ----- | ----- | ----- | ----- | ----- | ----- |
| 1 107 | 1 003 | 1 319 | 1 475 | 1 754 | 1 835 | 1 888 | 2 137 | 2 180 |

| 1856  | 1861  | 1866  | 1872  | 1876  | 1881  | 1886  | 1891  | 1896  |
| ----- | ----- | ----- | ----- | ----- | ----- | ----- | ----- | ----- |
| 2 214 | 2 684 | 2 731 | 2 745 | 2 594 | 1 972 | 2 050 | 2 329 | 2 230 |

| 1901  | 1906  | 1911  | 1921  | 1926  | 1931  | 1936  | 1946  | 1954  |
| ----- | ----- | ----- | ----- | ----- | ----- | ----- | ----- | ----- |
| 2 615 | 2 622 | 2 215 | 2 281 | 2 060 | 2 154 | 1 915 | 1 765 | 1 687 |

| 1962  | 1968  | 1975  | 1982  | 1990  | 1999  | 2006  | 2007  | 2012  |
| ----- | ----- | ----- | ----- | ----- | ----- | ----- | ----- | ----- |
| 1 647 | 1 609 | 1 618 | 1 686 | 1 842 | 2 211 | 2 758 | 2 836 | 3 536 |

| 2017  | 2022  | - | - | - | - | - | - | - |
| ----- | ----- | - | - | - | - | - | - | - |
| 3 795 | 3 953 | - | - | - | - | - | - | - |

#### Pyramide des âges
La population de la commune est relativement jeune.
En 2018, le taux de personnes d'un âge inférieur à 30 ans s'élève à 36,8 %, soit au-dessus de la moyenne départementale (35,4 %). À l'inverse, le taux de personnes d'âge supérieur à 60 ans est de 22,4 % la même année, alors qu'il est de 27,5 % au niveau départemental.
En 2018, la commune comptait 1 908 hommes pour 1 920 femmes, soit un taux de 50,16 % de femmes, largement inférieur au taux départemental (52,24 %).
Les pyramides des âges de la commune et du département s'établissent comme suit.
| Hommes | Classe d’âge | Femmes |
| ------ | ------------ | ------ |
| 0,7    | 90 ou +      | 2,5    |
| 6,4    | 75-89 ans    | 7,8    |
| 14,0   | 60-74 ans    | 13,3   |
| 20,1   | 45-59 ans    | 19,0   |
| 20,8   | 30-44 ans    | 21,7   |
| 15,7   | 15-29 ans    | 13,8   |
| 22,3   | 0-14 ans     | 21,8   |

| Hommes | Classe d’âge | Femmes |
| ------ | ------------ | ------ |
| 0,8    | 90 ou +      | 1,9    |
| 8      | 75-89 ans    | 9,9    |
| 17,2   | 60-74 ans    | 18,3   |
| 18,9   | 45-59 ans    | 18,8   |
| 18,3   | 30-44 ans    | 17,8   |
| 19,3   | 15-29 ans    | 17,9   |
| 17,5   | 0-14 ans     | 15,3   |

### Enseignement
Villeveyrac est située en zone C, dans l'Académie de Montpellier.
La commune compte une école primaire publique (groupe scolaire La Capitelle, maternelle et élémentaire) et une école privée (Notre-de-Dame-de-l'Assomption).

### Sports

#### Équipements sportifs
La commune dispose de divers équipements permettant la pratique des sports
- Gymnase
- Dojo
- Boulodrome
- Terrains de tennis
- Stade de football
- halle de sport ( ouverte en 2021 )

### Culture
La commune dispose depuis 1888 d'une Harmonie La Jeune France qui participe aux différentes fêtes et cérémonies du village.

#### Traditions

##### Le "Veydrac" de Villeveyrac
Pour un article plus général, voir animaux totémiques de l'Hérault.
Comme plusieurs villages de l'Hérault, Villeveyrac a un animal totémique qui sort les jours du carnaval, de la fête du Genêt, de la fête du village ou de la fête de la truffe.

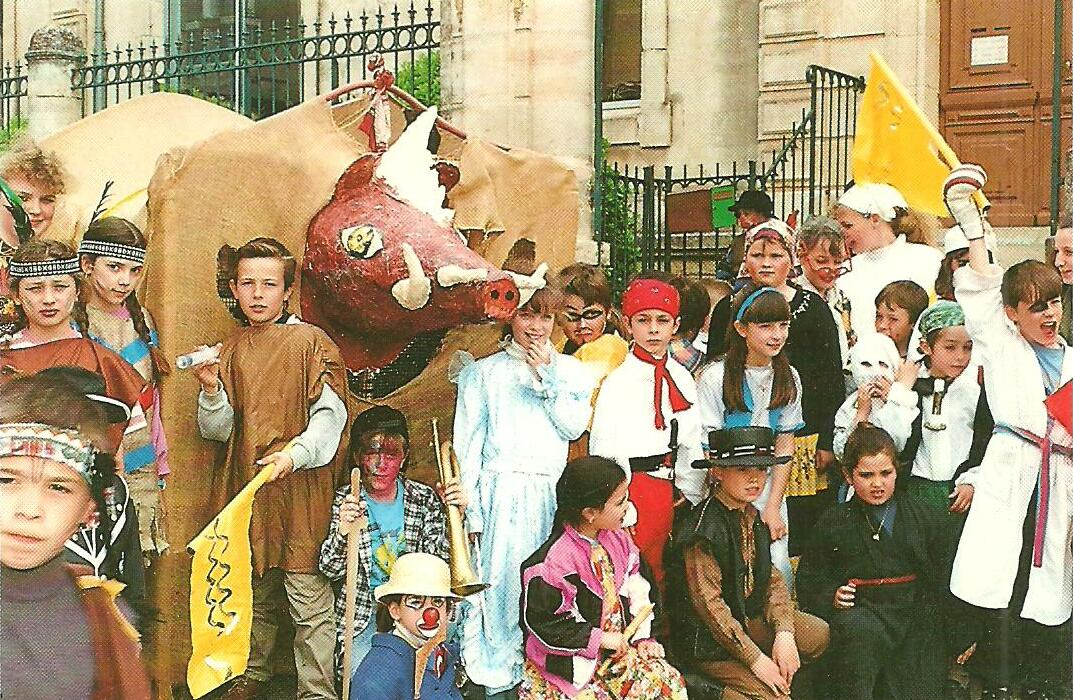
Sortie du Védrac ou drac-sanglier pour le carnaval des enfants de l'école F. Buisson.

Animal totémique sorti pour la première fois dans le village lors du Carnaval des enfants de l'école Ferdinand Buisson en 1988. Lors de sa énième sortie du 21 mars 1994, l'animal totémique est célébré par une carte postale éditée par l'Omac (office municipal action culturelle) de Villeveyrac pour la 5ème semaine culturelle de Villeveyrac en mai 1994.
Ce totem ressemble à la fois à un phacochère, à un pécari ou un hylochère. En occitan, cet animal s'appelle, Lo Veidrac (prononcer « Lou beidrac ») - ou lou Vedrac (prononcer lou Védrac, lou Bédrac).
LÉGENDE :

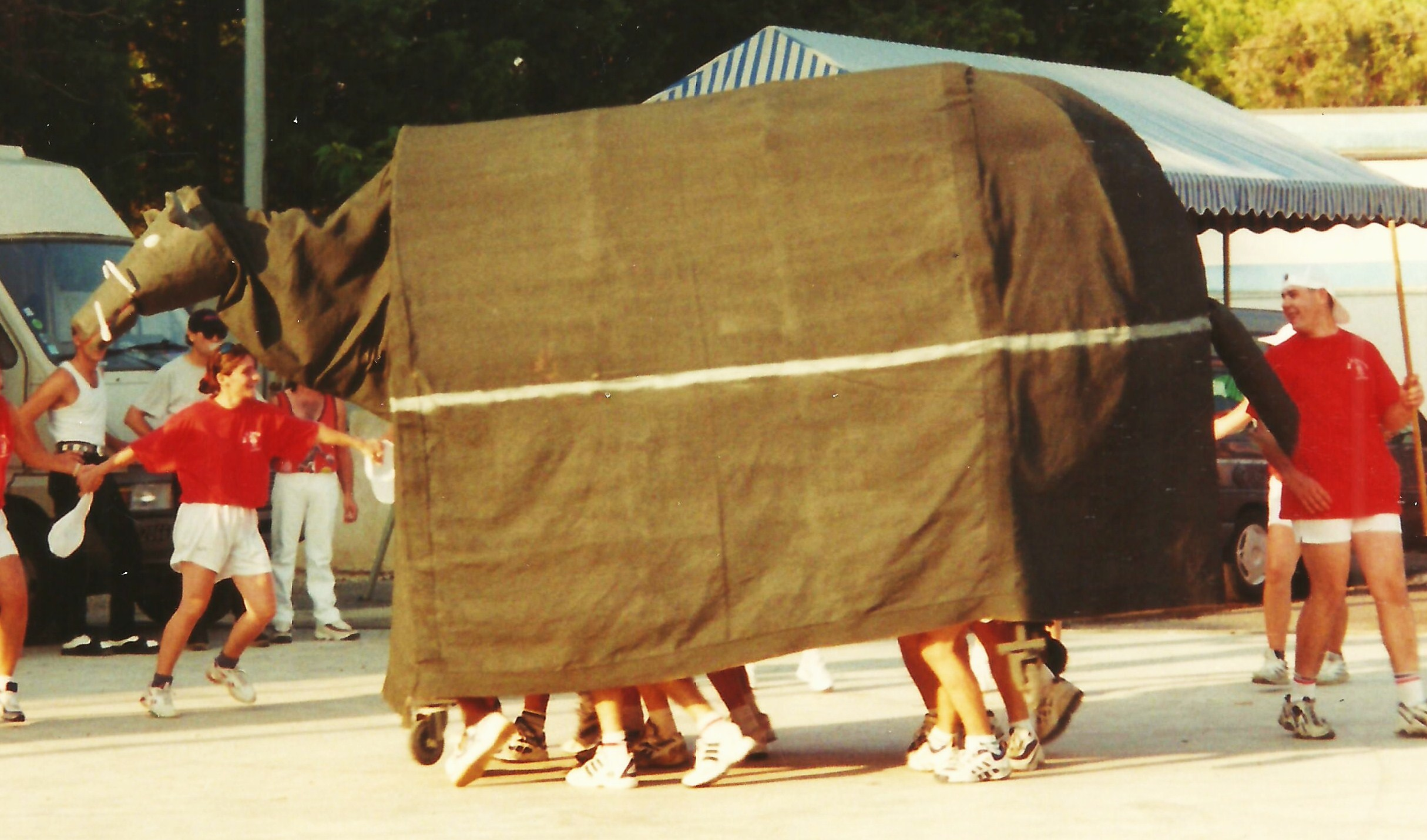
Sortie du Védrac pour la fête du village en août 1997.

«En ce temps là, Villeveyrac était un pays sauvage, occupé par les Sautarochs*. Ici, vivait aussi un drac, une créature mystérieuse. C'était une sorte de gros sanglier, avec quatre dents grandes comme des cornes de vache, sur son dos des épines pointues et raides comme des pieux. Le Veydrac, comme on le surnommait se nourrissait d'étranges boules noires qu'il déterrait dans la garrigue. On disait qu'il crachait du feu et mangeait les enfants … chacun racontait la sienne !
Au Village, la vie suivait son cours. Les paysans plantaient des vignes, des oliviers ,des amandiers et construisaient des capitelles. Les chèvres et les brebis paissaient toujours plus loin.
Le Veydrac se sentant menacé se mit à détruire cultures et capitelles et à égorger le bétail. La terre devint toute rouge et l'est encore aujourd'hui !
Les sautarochs tentèrent d'arrêter le massacre mais devant le force de la bête, ils perdirent le combat.
Péquelette et Péquélou, deux enfants du village cherchèrent une solution… Un matin Péquélou s'approcha du territoire du drac et vit qu'il mangeait ces fameuses boules noires dont il tirait sa force. Le garçon en vola une qu'il ramena au village et Péquélette la déposa dans le panier des œufs. La mère fit une omelette : Quel parfum !!!
Vous l'aurez deviné , le Veydrac aimait les truffes !
La suite de l'histoire dit que Péquélou affronta le Veydrac en brandissant une énorme truffe. Ce dernier impressionné s'enfuit .
Mais j'aime à croire que Péquélou réussit à apprivoiser l'extraordinaire animal et qu'ils partagèrent le trésor !
* sautarochs (prononcer saoutaroc, saute-rochers) est le gentilé en occitan attribué aux villeveyracois.

## Culture locale et patrimoine

### Lieux et monuments
- Église Notre-Dame-de-l'Assomption de Villeveyrac.
- Chapelle des Pénitents blancs de Villeveyrac, sous le patronage de la Vierge Marie et du Sacré-Cœur de Jésus.
- Temple protestant de Villeveyrac.
- L'abbaye cistercienne de Valmagne.
  - L'abbatiale de l'abbaye Sainte-Marie de Valmagne de Villeveyrac.

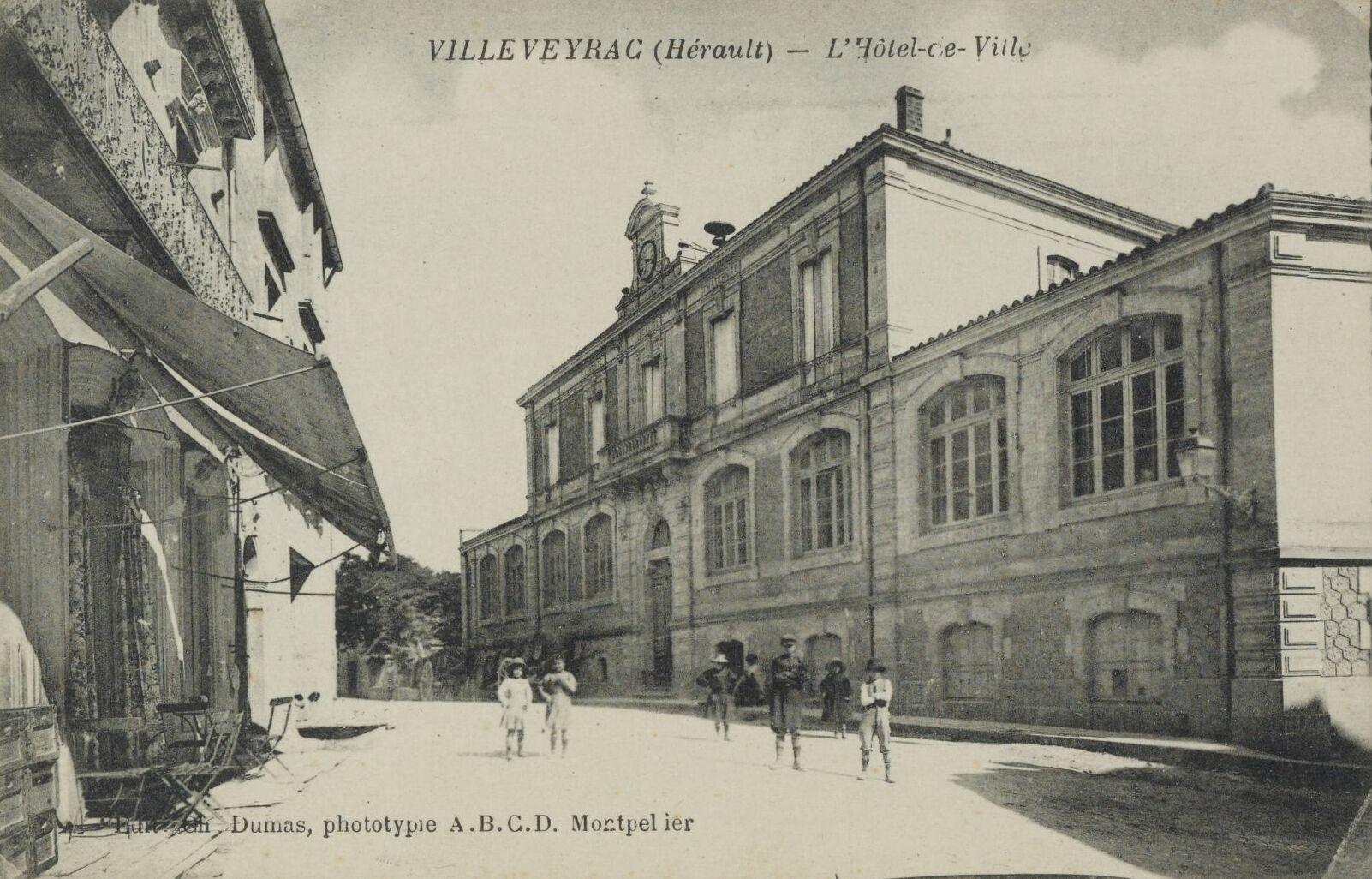
Carte postale de l'hôtel de ville (fin XIXe siècle - début XXe siècle).

### Personnalités liées à la commune
- Gabriel Calmels (1887-1979), maire de Valflaunès (34) et sénateur de 1976 à 1979.
- Simon Fizes de Sauve (?-1579), ministre, secrétaire d'État.
- Siméon Flaissières (1851-1931), médecin et maire de Marseille.

### Héraldique
|  | Les armoiries de Villeveyrac se blasonnent ainsi : d'azur au portail d'argent avec ses colonnes et pilastres de même, maçonné de sable et sommé d'une Vierge à genoux d'or, soutenue de deux anges du même, ces trois figures entourées d'un nuage aussi d'argent. |